# Ryszard Skibiński

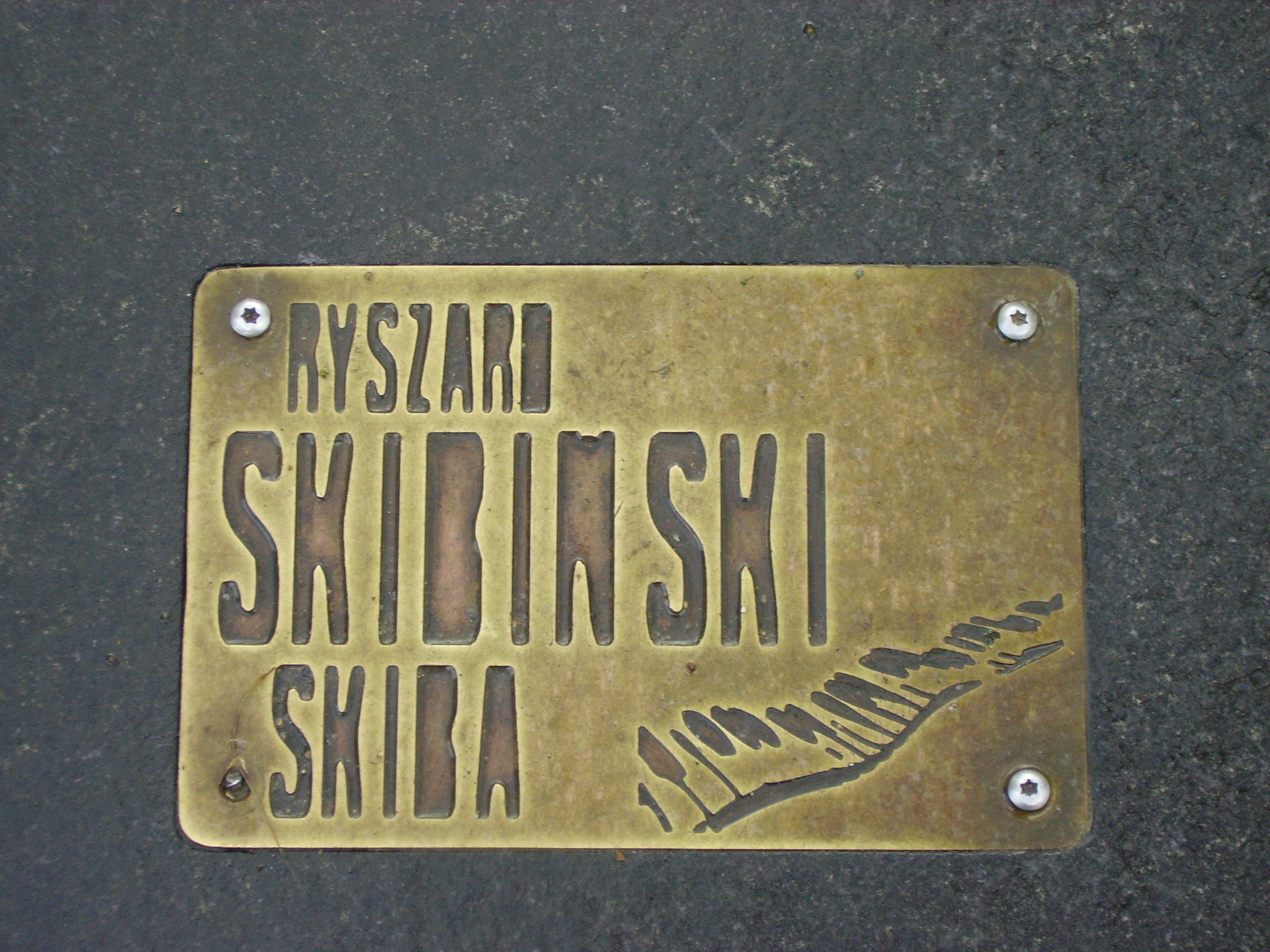
Białystok. Aleja Gwiazd Bluesa

Ryszard 'Skiba' Skibiński (ur. 20 stycznia 1951 w Toruniu, zm. 4 czerwca 1983 w Białymstoku) – polski kompozytor i instrumentalista grający na harmonijce ustnej.

## Życiorys
W roku 1975 założył w Białymstoku zespół Kasa Chorych, w którym grał do roku 1982. Wraz z zespołem wystąpił na wielu polskich festiwalach bluesowych i harmonijkowych.
Występował między innymi z Johnem Mayallem.
Bardzo często współpracował z innymi wykonawcami:
- Dżemem
- Ryszardem Riedlem, Jarosławem Tioskowem, Andrzejem Kotarskim
- Janem Skrzekiem

W roku 1982 zajął V miejsce w plebiscycie pisma Jazz Forum w kategorii „Muzyk roku”.
W tym samym roku został stałym członkiem grupy Krzak, a później znalazł się w duecie Skibiński-Winder Super Session.
W 1983 towarzyszył w nagraniu pierwszej płyty Martyny Jakubowicz Maquillage.
Dnia 21 maja 1983 roku po raz ostatni wystąpił na scenie podczas koncertu w Poznaniu.
Zmarł w dwa tygodnie później, z powodu przedawkowania narkotyków. Spoczywa na cmentarzu św. Rocha w Białymstoku.

## Upamiętnienie
Po jego śmierci wielu artystów nagrało utwory poświęcone jego pamięci (najbardziej znany utwór to „Skazany na bluesa” w wykonaniu zespołu Dżem), a od roku 1984 przyznaje się nagrodę jego imienia najlepszemu wykonawcy Jesieni z Bluesem odbywającej się w Białymstoku. Mieszkał w Białymstoku w bloku przy ul. Broniewskiego 7, na którym w 2024 roku powstał pamiątkowy mural. Od 2020 r. jego imię nosi skwer w Białymstoku znajdujący się przed budynkiem kina Forum przy ulicy Legionowej, w którym Skibiński wielokrotnie występował. 
W roku 2006 firma Metal Mind Productions wydała archiwalne nagrania z udziałem Skibińskiego: Kasa Chorych Live, Skibiński Winder Supersessions i Blues córek naszych - nagrania radiowe.

## Dyskografia
- 1983 Krzak'i , Krzak - LP Tonpress T24
- 1984 Ryszard „Skiba” Skibiński 1951–1983; LP – Wifon (LP-058)
- 1987 Ostatni koncert Krzak/Ryszard Skibiński - LP Polskie Nagrania SX 2538
- 2006 Live; CD Kasy Chorych –  Metal Mind Productions (CD MMP 0437)
- 2006 Skibiński-Winder - Super Session - MMP CD 0377